# Bergenstetten
Bergenstetten ist ein Gemeindeteil von Altenstadt im schwäbischen Landkreis Neu-Ulm in Bayern. 

## Lage
Das Kirchdorf liegt direkt etwa vier Kilometer nordöstlich von Altenstadt. Im Westen führt die Autobahn A 7 vorbei; zu den Schlussstellen Illertissen (nördlich) und Altenstadt (südlich) beträgt die Entfernung jeweils fünf Kilometer.

## Geschichte
Die ehemals selbstständige Gemeinde Bergenstetten wurde am 1. Mai 1978 nach Altenstadt eingegliedert.

## Sehenswürdigkeiten
Im Ort gibt es zwei in die Denkmalliste eingetragene Objekte:
- die Katholische Filialkirche Heilige Dreifaltigkeit und St. Nikolaus, ein spätgotischer Saalbau mit Polygonalchor und Satteldachturm im Norden, spätes 15./1. Hälfte 16. Jahrhundert, Erneuerungen 1811 und 1856
- ein spätmittelalterliches Steinkreuz im Bereich Blaser